# Chirrido de los raíles

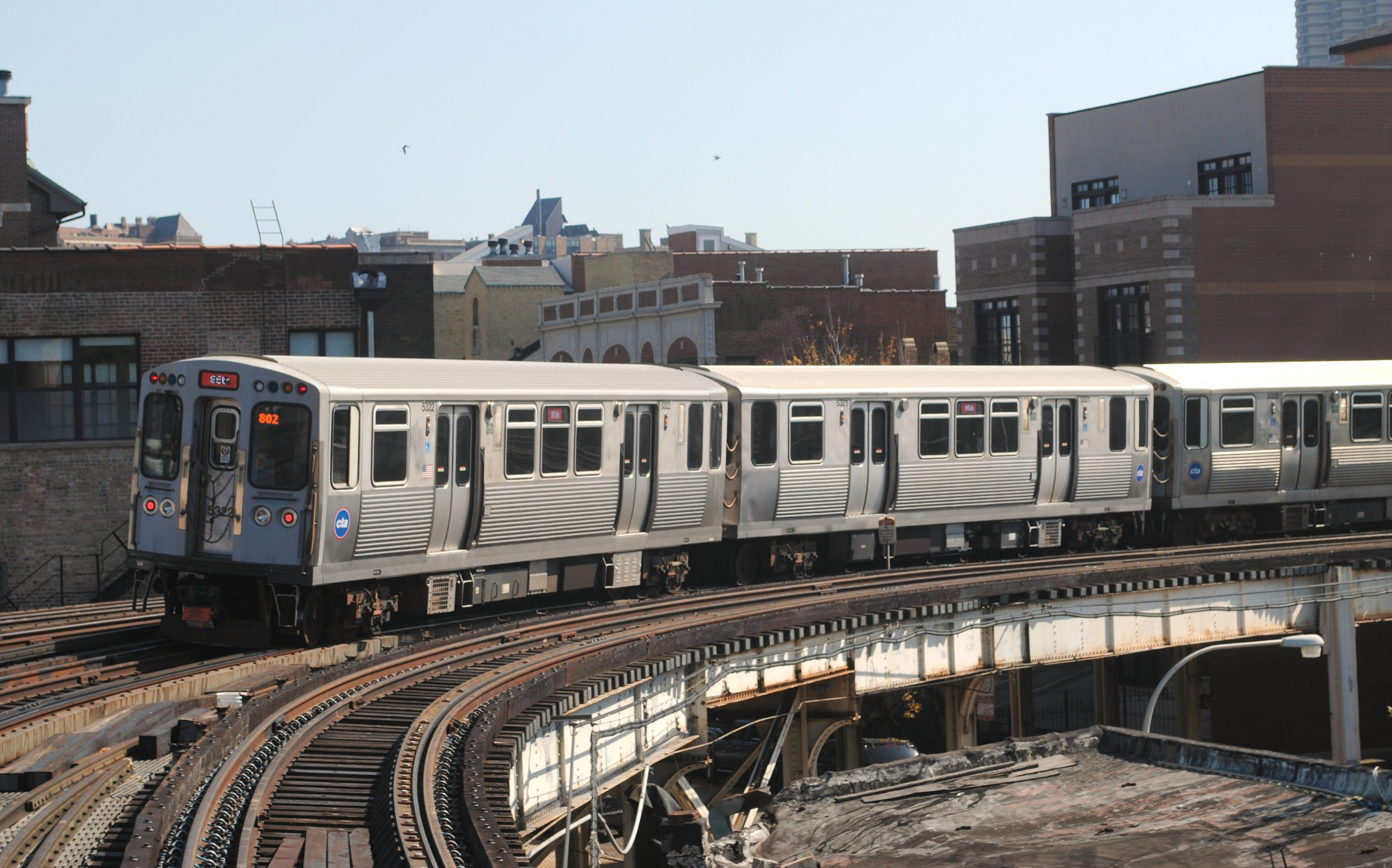
Ferrocarril de Chicago transitando por una curva cerrada

El chirrido de los raíles es un sonido de fricción producido por la vía al paso de los trenes, comúnmente localizado en las curvas cerradas. 
Es consecuencia del deslizamiento de la banda de rodadura de las ruedas sobre la parte superior del carril y de la fricción de las pestañas con el lateral de la cabeza del raíl. Esto produce vibraciones en la rueda, que aumentan hasta alcanzar una amplitud audible y estable.
Lubricar los carriles para evitar el problema tiene una eficacia limitada. La restricción de la velocidad también reduce, pero no siempre anula, los niveles del ruido producido.
El mecanismo que causa el chirrido también es la causa del desgaste generado tanto en los rieles como en las ruedas. 
Esto no ocurre en los trenes de levitación magnética o trenes con ruedas con neumáticos de goma, como en el Metro de París.

## Factores
Entre los factores que influyen en la generación de ruido, figuran:
- Aceleración, peraltado, frenado
- Diámetro de la rueda
- Ruedas tractoras y no tractoras
- Radio de la curva
- Lubricación del raíl
- Inclinacíón del rail (habitualmente 1:20)
- Peralte
- Tipo de tren
- Condiciones climáticas (raíles mojados o secos) (raíl deslizante)
- Batalla
- Desgaste del perfil de la rueda
- Desgaste del perfil del carril